# 郭中興
郭中興（1904年—？年），字振武。河北省懷柔縣人。民國37年（1948年）在鐵路工會當選第一屆立法委員。

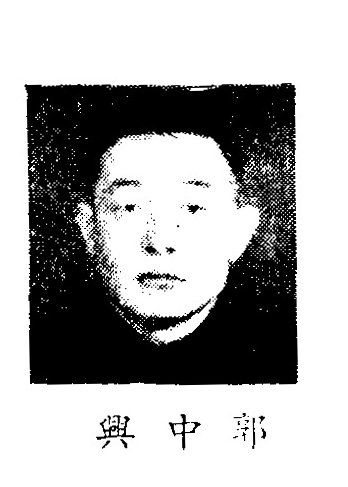
出席制憲國民大會代表時

## 生平[1][2]
- 京兆第四中學肄業
- 中央訓練團社訓班第十期結業
- 京奉鐵路鍋爐匠
- 北寧鐵路工會常務理事、鐵道部科員、專員
- 中國國民黨北寧鐵路黨部二區黨部委員
- 中央黨部撫卹委員會服務員
- 軍事委員會第六補充兵訓練處團政治指導員
- 中國國民黨河北省黨部第六區黨務督導員
- 中國國民黨平津區域鐵路黨部委員
- 平津區鐵路工會常務理事
- 抗戰中被捕入獄[3]
- 制憲國民大會代表
- 河北省臨時參議會參議員
- 中華民國鐵路工會全國聯合會常務理事
- 立法委員